# Afroleptomydas lanipes
Afroleptomydas lanipes är en tvåvingeart som först beskrevs av Mario Bezzi 1924.  Afroleptomydas lanipes ingår i släktet Afroleptomydas och familjen Mydidae. Inga underarter finns listade i Catalogue of Life.